# Magnétographie
La magnétographie est une technique d'impression numérique mise au point par la société BULL Périphériques par le département Bull Printing Systems (qui devint en 1992 la société Nipson International S.A) à Belfort dans les années 1970.
La première imprimante monochrome utilisant cette technologie mise sur le marché (en 1985) fut la MP6090.

## Technique
La magnétographie s'effectue par transfert sur le papier d’une image latente révélée par un toner magnétique (encre solide en poudre). Celle-ci est enregistrée magnétiquement sur un tambour grâce à des têtes d’écriture.
Une séquence d'impression magnétographique se fait en 6 étapes majeures : écriture sur les têtes magnétiques, encrage (révélation de l'image grâce au toner), transfert de l'image sur le papier, nettoyage des résidus de toner, effacement magnétique du tambour, fixation par fusion du toner.

## Avantages et inconvénients
L'impression magnétographique donne la possibilité d'imprimer de la couleur mais avec une fidélité limitée et une résolution faible (environ 480 dpi maximum).
En revanche, cette technique d'impression est rapide. Les systèmes d'impression bénéficient d'une grande longévité. De nombreux supports d'impression sont potentiellement imprimables (papier, plastique...). Le coût d'impression à la page est minime. 

## Applications
Cette technique est principalement utilisée pour les imprimantes de bureaux.